# Ermitage de Montcornet
L'ermitage de Montcornet est un ermitage situé à Montcornet (Aisne), en France.

## Description
Cet Ermitage n'est actuellement plus visible (en ruines)

## Localisation
L'ermitage est situé sur la commune de Montcornet, dans le département de l'Aisne. Il se situait à l'angle Nord-Ouest du cimetière (49.692455° N, 4.018657°E) mais a aujourd'hui disparu.

## Historique
Le monument est inscrit au titre des monuments historiques en 1928.